# 東野峻
東野 峻（とうの しゅん、1986年7月11日 - ）は、茨城県鉾田市出身の元プロ野球選手（投手）、コーチ。右投右打。

## 経歴

### プロ入り前
茨城県鹿島郡鉾田町（現在の鉾田市）出身。大竹小3年で外野手として野球を始め、6年時に投手へ転向。鉾田南中では主将を務め春の県大会3位。鉾田一高では1年春からベンチ入りし、3年夏の茨城大会は4回戦で常総学院に敗退した。打撃では高校通算36本塁打を記録した。
2004年11月17日に行われたドラフト会議では、読売ジャイアンツから7巡目指名を受け、入団。背番号は93。

### 巨人時代
2005年から2007年までは怪我が重なり、2006年までは二軍でも打ち込まれることが多かった。ハワイ・ウィンターリーグに派遣され、先輩の林昌範のグアム自主トレにも同行し、迎えた2007年は、二軍のセットアッパーとして活躍、27試合に登板し、1敗1セーブ、31回を投げ、34奪三振、防御率1.74という好成績を収める。9月13日には初めて一軍へ昇格し、直後の東京ヤクルトスワローズ戦で初登板を果たした。しかし9月18日に阪神タイガース戦にてベンチ入りメンバーから外される。この際、原辰徳監督に「お前は近い将来、巨人を引っ張っていくピッチャーだ。だが、今じゃない」と声をかけられ、これが励みになったという。
2008年は、オープン戦で先発として活躍、野間口貴彦、門倉健と先発6番手を争うものの最終登板で結果を残せず開幕二軍となった。二軍では7試合に登板し、1勝4敗、39回を投げ36奪三振、防御率は3.00だった。シーズン途中から一軍に帯同し、中継ぎで実績を積む。9月17日の横浜ベイスターズ戦でプロ入り初先発。そして6回を投げ、2安打7奪三振2四球2失点（自責点2）でプロ入り初勝利を挙げた。9月23日の広島東洋カープ戦の延長12回裏に登板して18球を投げ、翌24日の広島戦に連投で先発マウンドに上がり、6安打9奪三振2四球2失点（自責点2）の成績でプロ初完投を記録するなど活躍した。11月17日、来シーズンからの背番号を17へ変更することを発表。12月には磯山さやかと共に地元鉾田市から初代「鉾田大使」に任命された。
2009年は、開幕から先発ローテーションに加わり、7月14日のヤクルト戦でプロ入り初の完封勝利を挙げたが、シーズンでは四死球70、被本塁打18、6暴投と制球難に苦しむ。球数が増えてテンポの悪い投球を繰り返したことで、原監督からは「砂遊びは卒業しなきゃいけない。同じような失敗が多すぎる」と苦言を呈された。防御率3.17はリーグ9位であったが、2か月以上勝ち星から見放されたこともあり、8勝8敗に終わった。クライマックスシリーズはアドバンテージを含んだ3勝1敗で迎えた第4戦の先発を任され、4回1/3を自責点1で降板。日本シリーズは第2戦に先発をした内海哲也が2回2/3を4失点で降板した後を受け、登板。3回1/3を無失点の好投。これを評価され、巨人3勝2敗で迎えた第6戦の先発を任されたが1回二死一塁から髙橋信二の打球を右手の甲に受け、緊急降板。チームは日本一となったが、勝利投手とはなれなかった。
2010年は、3月3日に兵庫県出身の4歳年上の会社員と結婚。このシーズンで15勝以上を達成した場合、地元の鉾田市から東野が通学していた高校の通りを「東野通り」と名づけるプランがあることを鉾田市の市長から報告された。初登板となった3月28日のヤクルト戦は6回3失点で敗戦投手となったが、その後は5月5日のヤクルト戦で自身初の無四球完封勝利、5月29日の埼玉西武ライオンズ戦では6回までノーヒット、無失点に抑える好投を含む8連勝で序盤の快進撃に貢献。同時に4月の月間MVP（3-4月の成績は5勝1敗）を受賞した。6月29日の広島戦（マツダスタジアム）で自身初の二桁勝利となる10勝目をマークし、前半戦は11勝2敗、防御率2.68、WHIP1.22の好成績で前田健太と最多勝争いを繰り広げたが、後半戦は早いイニングで打ち込まれKOされる機会が増え、2勝6敗、防御率4.70、WHIP1.57と不調に陥った。
2011年は、4月12日のヤクルトとの開幕戦（ユーピーアールスタジアム宇部）では6回2/3を4安打（6回終了時まではノーヒット）2失点と好投。自身初めての開幕投手を勝利で飾った。5月3日の阪神戦（東京ドーム）でプロ初本塁打を放つも、1985年のバックスクリーン3連発以来26年ぶりとなる「阪神クリーンナップ（鳥谷敬、新井貴浩、クレイグ・ブラゼル）による三者連続本塁打」を打たれる。以降は好投してもなかなか勝利に恵まれず、原監督の意向で抑えに配置転換される。7月13日の阪神戦では同点の9回にマウンドを託されるが、1死も取れず満塁とし、最後は桧山進次郎にサヨナラ犠牲フライを打たれた。7月17日のヤクルト戦で初セーブを記録したが、オールスター戦で負傷した内海の離脱もあり、後半戦から先発に復帰。8月は3勝負けなしと復調したかに見えたが、9月に1勝3敗防御率5.84と再び調子を落とした。シーズンを通じて調子の波が激しく、援護のなさも響き、8勝11敗と負け越した。また、この年は阪神戦に特に弱く、7試合に登板して0勝4敗、防御率も6.39だった。反面、中日には強く投球回数10回で無失点だった。
2012年は、球団からの叱咤もあり、大好きな酒を断ち、臨んだシーズンであったが、開幕ローテーション入りを逃し、その後も年間を通して調子は上がらず、一軍では6月9日の対西武戦で先発したのみで、シーズンのほとんどを二軍で過ごした。イースタン・リーグの公式戦でも、18試合の登板で1勝6敗、防御率5.83と振るわず、シーズン終了後の11月2日には自家用車で追突事故を起こしている。

### オリックス時代
2012年11月5日、香月良太・阿南徹との交換トレードで、山本和作と共にオリックス・バファローズへの移籍が発表された。背番号は17。なお、移籍を機に、長州力の個人事務所「ロストワンズ」とマネジメント契約を結んでいる。東野は、後にテレビ出演した時にこのトレードに対して不満を持っていたことを告白している。また、後のインタビューでは、2012年に冷遇した巨人を恨んでいて不満を持っており、開幕投手を務めた年には有頂天になっていたことも告白している。
2013年は、春季キャンプ中に一軍投手コーチの西本聖からシュートを伝授されると、オープン戦で好投したため、一軍の開幕先発ローテーション入りを果たした。4月9日の対福岡ソフトバンクホークス戦に先発すると、5回2/3を1失点に抑えた結果、移籍後初勝利を挙げた。一軍の公式戦で勝利投手になったのは、巨人時代の2011年10月6日以来であった。しかし、以降の先発登板では5回を投げ切れずに降板する試合が続いたため、一軍公式戦全体では先の1勝のみにとどまった。なお、ウエスタン・リーグ公式戦には16試合に登板。5勝4敗、防御率2.70という成績を残した。
2014年は一軍公式戦への登板機会がないまま、10月28日に球団から戦力外通告を受けた。しかし、NPB他球団での現役続行を希望したため、11月9日には12球団合同トライアウトに参加。ストレートで最速145km/hを計測したことから、複数の球団が東野の獲得に興味を示した。

### DeNA時代
2014年11月15日、横浜DeNAベイスターズに入団することが発表された。背番号は00。
2015年は、オープン戦で防御率1点台を記録したものの、公式戦は二軍で迎えた。5月26日には、古巣・オリックスとの交流戦（横浜スタジアム）で、中継ぎ投手として移籍後初登板を果たした。以降も2試合に登板したが、6月1日に出場選手登録を抹消。結局、持病である首痛の影響などから、一軍公式戦には3試合の登板にとどまった。さらに、10月3日に球団から自身2度目の戦力外通告を受けたことを機に現役引退を決意。

### 現役引退後
DeNAから戦力外を通告された際、ゼネラルマネジャーの高田繁から打撃投手への転身を打診されたことから、2016年にはチームサポーターとして契約。打撃投手・用具係・スコアラーを兼務した。しかし、シーズン中の6月に右肩の腱板を断裂。打撃練習での投球や日常生活に支障を来す事態に至ったため、自身の意向から、2016年シーズン限りで打撃投手を退いた。
2017年からは、将来の指導者転身を目標にスコアラーとしての職務に専念する。2023年時点では投手育成アナリスト兼ファームゲームアナリストの肩書でスコアラーの職務に就いていたが、10月開催のみやざきフェニックス・リーグでは臨時投手コーチに就いた。フェニックス・リーグ期間中の同月23日、正式なコーチ職への就任が発表され、2024年より二軍投手アシスタントコーチを務める。背番号は87。

## プレースタイル
平均球速約140km/h、最速150km/hのストレートと縦に割れるドロップカーブ、スライダーを中心に投球を組み立てる。時にカットボール、チェンジアップ、シュート、フォークを混ぜる。ドロップカーブは2007年に参加したハワイ・ウインターリーグでも披露しアメリカのスカウトから絶賛された。

## 人物
巨人時代の先輩である内海哲也を慕っている。2014年オフにオリックスから戦力外通告を受けた際には引退も考えたが、内海からの激励を受けトライアウト挑戦を決意。合同トライアウトを経て横浜DeNAベイスターズへの入団が決まったときも真っ先に内海に連絡した。
球団内でも有名な愛煙家。2008年に原監督は先発ローテーション入りの条件として禁煙を挙げ、一時は本人も禁煙を誓った。しかし、タバコを断つには至らず、原監督からはたびたびそのことを注意されていたが「禁煙するのも信念なら、やめないことも信念」だと主張し、ついには原監督も喫煙を認めるに至るほど自己主張の強い一面がある。DeNA移籍後に禁煙を始めている。不調に陥ると結果が出ないストレスが原因となり、逆流性胃腸炎を患うなど繊細な一面もある。

## 詳細情報

### 年度別投手成績
| 年 度     | 球 団      | 登 板 | 先 発 | 完 投 | 完 封 | 無 四 球 | 勝 利 | 敗 戦 | セ 丨 ブ | ホ 丨 ル ド | 勝 率 | 打 者 | 投 球 回 | 被 安 打 | 被 本 塁 打 | 与 四 球 | 敬 遠 | 与 死 球 | 奪 三 振 | 暴 投 | ボ 丨 ク | 失 点 | 自 責 点 | 防 御 率 | W H I P |
| --------- | ---------- | ----- | ----- | ----- | ----- | -------- | ----- | ----- | -------- | ----------- | ----- | ----- | -------- | -------- | ----------- | -------- | ----- | -------- | -------- | ----- | -------- | ----- | -------- | -------- | ------- |
| 2007      | 巨人       | 1     | 0     | 0     | 0     | 0        | 0     | 0     | 0        | 0           | ----  | 4     | 0.2      | 1        | 0           | 1        | 0     | 0        | 0        | 0     | 0        | 0     | 0        | 0.00     | 3.00    |
| 2008      | 巨人       | 28    | 2     | 1     | 0     | 0        | 2     | 0     | 0        | 2           | 1.000 | 213   | 54.0     | 35       | 7           | 16       | 1     | 3        | 53       | 3     | 0        | 17    | 17       | 2.83     | 0.94    |
| 2009      | 巨人       | 27    | 26    | 1     | 1     | 0        | 8     | 8     | 0        | 0           | .500  | 652   | 153.1    | 133      | 18          | 57       | 1     | 13       | 133      | 6     | 0        | 61    | 54       | 3.17     | 1.24    |
| 2010      | 巨人       | 27    | 26    | 1     | 1     | 1        | 13    | 8     | 0        | 0           | .619  | 673   | 157.0    | 152      | 11          | 55       | 1     | 9        | 140      | 4     | 1        | 64    | 57       | 3.27     | 1.32    |
| 2011      | 巨人       | 31    | 26    | 2     | 0     | 1        | 8     | 11    | 2        | 0           | .421  | 670   | 161.0    | 141      | 7           | 55       | 3     | 5        | 115      | 3     | 0        | 72    | 62       | 3.47     | 1.22    |
| 2012      | 巨人       | 1     | 1     | 0     | 0     | 0        | 0     | 0     | 0        | 0           | ----  | 18    | 5.0      | 3        | 1           | 0        | 0     | 1        | 2        | 0     | 0        | 2     | 2        | 3.60     | 0.60    |
| 2013      | オリックス | 6     | 5     | 0     | 0     | 0        | 1     | 3     | 0        | 0           | .250  | 101   | 21.1     | 25       | 2           | 15       | 0     | 0        | 15       | 2     | 0        | 17    | 17       | 7.17     | 1.88    |
| 2015      | DeNA       | 3     | 0     | 0     | 0     | 0        | 0     | 0     | 0        | 0           | .000  | 20    | 4.0      | 4        | 0           | 4        | 0     | 0        | 0        | 0     | 0        | 3     | 3        | 6.75     | 2.00    |
| 通算：8年 | 通算：8年  | 124   | 86    | 5     | 2     | 2        | 32    | 30    | 2        | 2           | .516  | 2351  | 556.1    | 494      | 46          | 203      | 6     | 31       | 458      | 18    | 1        | 236   | 212      | 3.43     | 1.25    |

### 表彰
- 月間MVP：1回（2010年4月）
- JA全農Go・Go賞：1回（最多奪三振賞：2010年5月）

### 記録
初記録
投手記録
- 初登板：2007年9月13日、対東京ヤクルトスワローズ23回戦（明治神宮野球場）、8回裏に3番手で救援登板、2/3回無失点
- 初奪三振：2008年4月26日、対阪神タイガース5回戦（阪神甲子園球場）、9回裏に金本知憲から空振り三振
- 初ホールド：2008年7月13日、対横浜ベイスターズ11回戦（東京ドーム）、6回表1死に2番手で救援登板、1/3回無失点
- 初先発・初勝利：2008年9月17日、対横浜ベイスターズ22回戦（横浜スタジアム）、6回2安打2失点
- 初完投勝利：2008年9月24日、対広島東洋カープ23回戦（広島市民球場）、9回6安打2失点
- 初完封勝利：2009年7月14日、対東京ヤクルトスワローズ9回戦（福島県営あづま球場）
- 初セーブ：2011年7月17日、対東京ヤクルトスワローズ14回戦（東京ドーム）、9回表に4番手で救援登板・完了、1回無失点

打撃記録
- 初安打：2009年4月29日、対広島東洋カープ5回戦（MAZDA Zoom-Zoom スタジアム広島）、4回表に齊藤悠葵から左前安打
- 初打点：2010年5月15日、対千葉ロッテマリーンズ1回戦（東京ドーム）、2回裏に成瀬善久から左前適時打
- 初本塁打：2011年5月3日、対阪神タイガース4回戦（東京ドーム）、3回裏に能見篤史から右越ソロ

その他の記録
- オールスターゲーム出場：1回（2010年）

### 背番号
- 93（2005年 - 2008年）
- 17（2009年 - 2014年）
- 00（2015年）
- 112（2016年）
- 87（2024年）